# مورژگوری
مورژگوری (به لاتین: Morzhegory) یک منطقهٔ مسکونی در روسیه است که در استان آرخانگلسک واقع شده‌است.